# Felipe Rutini
Felipe Rutini (nacido el 3 de diciembre de 1866 en Torre San Patrizio, Provincia de Ascoli Piceno, Región de "Le Marche", Italia). Es conocido por fundar Rutini Wines, la Bodega La Rural y el Museo del Vino de Mendoza. Fue uno de los 4 grandes bodegueros italianos de Mendoza.

## Reseña biográfica

### Nacimiento e infancia
Nació el 3 de diciembre de 1866 en Torre San Patrizio, Provincia de Ascoli Piceno, Región de "Le Marche", Italia, fue miembro de una noble y laboriosa familia dedicada a la agricultura, el cultivo de la vid y la elaboración de vinos.

### Comienzos
Realizó sus estudios en la "Reale Scuola di Agricoltura di Ascoli Piceno" y allí se graduó obteniendo el título de Técnico Agrícola.
La Italia del Resurgimiento y el inestable escenario europeo de la época lo llevaron a buscar  nuevos horizontes en América. En 1884, viajó a Mendoza (Argentina) para radicarse definitivamente.

### Siguiente etapa
Capacitado profesionalmente como "Fattore" -administrador agrícola- y con las dotes de observación y formación técnica que poseía, estudió las posibilidades productivas de las tierras mendocinas en el Departamento de Maipú -situadas en pleno corazón económico- y adquirió su primer Finca, en el distrito de Coquimbito, donde funda Bodega La Rural en 1885.

## Vida personal
Se orientaró hacia la compra de tierras y a concretar su iniciativa de establecer una empresa propia.
En 1890, contrajo matrimonio con Ernesta Cremaschi  -italiana como él, cuya familia también tenía presencia en la industria vitivinícola- con quien tuvo siete hijos. Hacia 1900 forma una sociedad con su concuñado Ángel Cavagnaro, dándole mayor impulso a la empresa y ampliando sustancialmente las etapas de elaboración y comercialización del vino.

### La Bodega
La bodega, que había nacido con sólo dos bloques de producción y la casa familiar, habilita en 1910 nuevas y amplias dependencias para cumplir el proceso integral de creación de los primeros vinos finos argentinos. Las maquinarias -de avanzada tecnología- se importaban desde Europa.  Como estrategia de crecimiento, Felipe Rutini abrió nuevos y prósperos mercados domésticos, principalmente en Buenos Aires y Santa Fe.

### Fallecimiento y legado
Falleció el 19 de enero de 1919 por causas cardíacas que lo aquejaban desde hacía ya un tiempo.
Luego de su deceso sus descendientes guiados por Doña Ernesta y sus hijos varones Francisco, Italo y Oscar regresaron de Italia a Coquimbito a continuar con la obra de Felipe, realizando ampliaciones y nuevas plantaciones de  variedades blancas y tintas finas en su nueva finca de Tupungato, en la década de 1930, siendo uno de los pioneros en cultivar vides de alta gama en esta zona de Valle de Uco, y en las otras propiedades de Maipú y Rivadavia. En pocos años sus marcas alcanzaron un gran prestigio y aceptación de los consumidores, transformándose algunas de ellas en iconos de la época, como el famoso “San Felipe” en su botella caramagnola (en 1925) y en el  homenaje a los 100 años de su fundación, el lanzamiento del "Felipe Rutini" (en 1985).